# Józef Koffler
Józef Koffler (født 28. november 1896 i Stryj, Polen, døde sandsynligvis i 1944 i Krosno, Polen) var en polsk komponist, musiklærer, musikvidenskabsmand og musikjournalist.

## Biografi
Józef Koffler kom fra en polsk-jødisk familie. Han gik i gymnasiet i Stryj i 1910 – 1914. Samtidig gik han til privattimer i kontrapunkt, harmonilære og klaverspil. I 1914 – 1915 læste han jura og senere harmonilære og musikkomposition på Wiens Universitet. En af hans kompositionslærere var Hermann Grädener. I 1916 blev han kaldt ind til militærtjeneste, som han skulle have afsluttet i 1920. Efter den polske stats genopståen i 1918 skiftede han til det nydannede polske militær. I militæret fortsatte han sine musikalske interesser som dirigent af blæseorkestre og komponist. I vinteren 1920 fortsatte han sit studium i Wien, denne gang på det musikvidenskabelige fakultet, hvor han læste bl.a. hos Guido Adler, Robert Lach, Wilhelm Fischer og Egon Wellesz. Samtidig læste han direktion hos Felix Weingartner. I 1923 forsvarede han sit doktorafhandling “Über orchestrale Koloristik in den symphonischen Werken von Felix Mendelssohn-Bartholdy” hvorefter han arbejdede i Wien som musiklærer og kordirigent i Burgtheater. I wienerperioden mødte han Alban Berg, hvis musik påvirkede Kofflers æstetik stærkt. I 1925 vendte Koffler tilbage til Polen og bosatte sig i Lwów (i dag Ukraine). Her underviste han i komposition, instrumentering, musikformer og harmoni på det Polske Musikselskabs Konservatorium. Hans kurser i komposition af atonal musik var særlig populære blandt unge studerende, bl.a. Roman Haubenstock-Ramati. I begyndelsen af trediverne stiftede han kontakt med Arnold Schönberg og hans tolvtone-teknik, der havde betydelig indflydelse på hans produktion. I samme periode blev han valgt som bestyrelsesmedlem af den polske Komponistforening og Foreningen af Polske Musikpædagoger.
Józef Koffler virkede også som kritiker og musikskribent. I årene 1925 – 1939 var han chefredaktør for tidsskriftet "Orkiestra", og i 1936 – 1937 skrev han endvidere til tidsskriftet "Echo". Hans artikler dukkede også op i tidsskrifter i andre dele af Polen.
Efter tyskernes angreb på Polen i september 1939, og den sovjetiske Røde Armes besættelse af Lwów af blev Józef Koffler leder af kompositionsfakultetet og prorektor af det nyligt åbnede statslige musikkonservatorium i Lwów. Samtidig blev han udnævnt af de sovjetiske myndigheder til professor. I årene 1939 – 1941 var han meget aktiv i musiklivet i det sovjetbesatte Lwów.
Da tyskerne angreb Sovjetunionen og gik ind i Lwów i juli 1941 blev Koffler sammen med sin kone og søn arresteret og sendt til ghettoen i Wieliczka (det tyske Generalgouvernement i Polen). Familiens videre skæbne kendes ikke nøjagtigt. Sandsynligvis blev de alle skudt af tyskerne i begyndelsen af 1944 i nærheden af byen Krosno (sydøst Polen), hvor de skjulte sig efter udslettelsen af ghettoen i Wieliczka.
Koffler var den første og eneste polske komponist i mellemkrigsperioden, der i sine værker benyttede sig af tolvtoneteknik og serialisme.
Der er ikke mange af hans kompositioner, som overlevede Holocaust. Kun to af hans værker blev udgivet efter krigen af Polskie Wydawnictwo Muzyczne (PWM). De er stadig tilgængelige: Strygetrio op.10 og Kantata 'Kærlighed op.14. Efter 1990 er en snes af hans værker opført i forskellige lande. Der er enkelte pladeindspilninger med Kofflers værker.

## Kompositionsliste efter dato og opusnummer
- Slaviske sange“ („Chanson Slave) (før 1918)
- To sange“ („Zwei Lieder) – for sopran og klaver op.1 (1917)
- Ouverture "Hanifa" op.2 (bortkommet)
- Orientalsk suite  op.3 (bortkommet)
- Idyl“ („Sielanka) for kammerorkester op.4 (bortkommet)
- Strygekvartet” op.5 (bortkommet)
- 40 polske folkesange op.6 (1925)
- Balletmusik“ (“Musique de ballet) op.7 (1926)
- Musik. Quasi una sonata op.8, tilegnet Karol Szymanowski (1927)
- 15 variationer over en tolvtoneserie (15 variations d'après une suite de douze tons) op.9 (1927)
- Strygetrio op.10 (1928)
- 1. Symfoni op.11 (1930) - for orkester
- Sonatine op.12 (1930)
- 15 variationer over en tolvtoneserie op.9a, instrumentation af op.9 for strygere Opus 9 (1931)
- Klaverkoncert op.13 (1932)
- Kantate „Kærlighed“ (Die Liebe) for stemme, bratsch, cello og klarinet op.14 med en tekst fra 1. Korintherbrev: Ode an die Liebe af Paulus (1931)
- Ballet-Oratorium Alles durch M.O.W. for en danser, sopran og baryton solo, kor og orkester op.15 (1932)
- Divertimento (Kleine Serenade) for obo, klarinet og fagot op.16 (1931, bortkommet)
- 2. Symfoni op.17 (1933) - for orkester
- Capriccio for violin og klaver op.18 (1936)
- Klaversonate op.19 (1935, bortkommet)
- Strygekvartet op. 20 (1934, bortkommet)
- 3. Symfoni op.21 (1935) - for orkester
- Fire digte (Vier Gedichte) for violin og klaver op.22 (1935)
- 'Variationer over en vals af Johann Strauss“ (”Variationen über einen Walzer von Johann Strauss) op.23 (1935)
- „Bearbejdelse af polske julesange for kor“ („Bearbeitung Polnischer Weihnachtslieder für Chor“) (1934-1936)
- '“Polsk suite“ („Polnische Suite) for kammerorkester op.24 (1936)
- “Lille suite“ (Kleine suite) efter Klavierbüchlein für Anna Magdalena Bach af Johann Sebastian Bach (ca. 1937, bortkommet)
- Instrumentering af Goldberg-Variationer af Johann Sebastian Bach for lille orkester (1938)
- Händeliana, 30 Variationer over en Passacaglia af Händel (før 1940, bortkommet)
- Glædelig Ouverture” (“Freudig Ouvertüre) op.25 (1940, bortkommet)
- 4. Symfoni op.26 (1940) - for orkester
- Fire stykker for børn“ („Vier Stücken für Kinder) for klaver (før 1940)
- '“Ukrainske skitser“ ('Ukrainische Skizzen) op.27 for strygekvartet (før 1941)
- Musik for et scenedrama“ (Musik für ein szenisches Drama) (bortkommet)

## Diskografi
- Józef Koffler, Balletmusik, Op. 7, Steffen Schleiermacher – klaver, MDG MDG6131433, 1996, The Viennese School – Teachers and Followers
- Józef Koffler, Sonatine for klaver op.12, Joseph Holt, klaver, Darkness & Light, Vol. 2, JDT 3086, 1182819, Musik fra en koncert med kammermusik til minde om Holocaust museum, 1997
- Józef Koffler, Piano Works I, Sternlicht Elzbieta, klaver, Acte Préalable, AP0123, 2005, forside: prof. Boguslaw Schaeffer (polsk, engelsk og fransk), spilletid: 52'11"
- Józef Koffler, Piano Works II, Sternlicht Elzbieta, klaver, Acte Préalable, AP0122, 2005, forside: prof. Boguslaw Schaeffer (polsk, engelsk og fransk), spilletid: 40'32"